# Top R&B/Hip-Hop Albums
Top R&B/Hip-Hop Albums (původně Top R&B/Black Albums) je hitparáda, kterou publikuje časopis Billboard. Řadí sem R&B a hip hopová alba podle prodejů odvozených z Nielsen SoundScan. Tato hitparáda se v časopise objevila poprvé v roce 1965 jako Hot R&B LPs, též zvaná jako Top Black Albums. V letech 1969-1978 byla označována jako soulová hitparáda. V roce 1999 se přejmenovala z Top R&B Albums na Top R&B/Hip-Hop Albums. Top R&B/Hip-Hop Albums sleduje žánry quiet storm, urban contemporary, soul, contemporary R&B, new jack swing, hip hop a někdy též house.

## Alba, která byla nejvíce týdnů #1
- 37 týdnů - Thriller – Michael Jackson
- 26 týdnů - Just Like the First Time – Freddie Jackson
- 23 týdnů - Can't Slow Down – Lionel Richie
- 20 týdnů - Songs in the Key of Life – Stevie Wonder
- 20 týdnů - Street Songs – Rick James
- 19 týdnů - Purple Rain – Prince & The Revolution
- 18 týdnů - Bad – Michael Jackson
- 18 týdnů - The Temptations Sing Smokey – The Temptations
- 17 týdnů - Aretha Now – Aretha Franklin
- 16 týdnů - Off The Wall – Michael Jackson
- 16 týdnů - Recovery – Eminem
- 15 týdnů - The Temptin' Temptations – The Temptations
- 15 týdnů - Puzzle People – The Temptations
- 14 týdnů - Rock Me Tonight – Freddie Jackson
- 14 týdnů - Shaft – Isaac Hayes
- 14 týdnů - I Never Loved a Man the Way I Love You – Aretha Franklin
- 14 týdnů - Lady Soul – Aretha Franklin
- 13 týdnů - Cloud Nine – The Temptations
- 13 týdnů - Hotter than July – Stevie Wonder
- 12 týdnů - Back on the Block – Quincy Jones
- 12 týdnů - Above The Rim – různí umělci
- 12 týdnů - Greatest Hits – Diana Ross & The Supremes
- 12 týdnů - In Square Circle – Stevie Wonder
- 12 týdnů - Lou Rawls Live! – Lou Rawls
- 12 týdnů - ABC – The Jackson 5
- 12 týdnů - The In Crowd – Ramsey Lewis Trio
- 12 týdnů - Dangerous – Michael Jackson
- 12 týdnů - Take Care – Drake
- 11 týdnů - ...To Be Continued – Isaac Hayes
- 11 týdnů - Don't Be Cruel – Bobby Brown
- 11 týdnů - Bigger and Deffer – LL Cool J
- 11 týdnů - C'est Chic – Chic
- 11 týdnů - Let's Get It On – Marvin Gaye
- 11 týdnů - Confessions – Usher
- 11 týdnů - Promise – Sade
- 10 týdnů - Beyoncé – Beyoncé
- 10 týdnů - Third Album – The Jackson 5
- 10 týdnů - Cold Blooded – Rick James
- 10 týdnů - Waiting To Exhale – různí umělci
- 10 týdnů - Raise! – Earth, Wind & Fire
- 10 týdnů - Let's Stay Together – Al Green
- 10 týdnů - Hot Buttered Soul – Isaac Hayes
- 10 týdnů - The 20/20 Experience – Justin Timberlake